# كينيث تاجار
كينيث تاجار (بالإنجليزية: Kenneth Tigar)‏ هو مترجم وممثل أمريكي، ولد في 24 سبتمبر 1942 بتشيلسي في الولايات المتحدة.

## أعمال

### أفلام
- (1988) فانتازم II
- (1996) الخوف البدائي[3]
- (1997) نظرية المؤامرة[4]
- (2012) المنتقمون[5][6]
- (2017) ذا بوست

### مسلسلات
- الرجل في القلعة العالية
- الملفات الغامضة
- بيفرلي هيلز 90210
- دالاس
- ديناستي
- ذا غود وايف
- ذا والتونز

## وصلات خارجية
- كينيث تاجار على موقع IMDb (الإنجليزية)
- كينيث تاجار على موقع ألو سيني (الفرنسية)
- كينيث تاجار على موقع أول موفي (الإنجليزية)
- كينيث تاجار على موقع قاعدة بيانات الأفلام السويدية (السويدية)
- كينيث تاجار على موقع قاعدة بيانات الفيلم (الإنجليزية)
- كينيث تاجار على موقع كينوبويسك (الروسية)